# Jesús Enrique Lossada
Jesús Enrique Lossada (Maracaibo, 15 de julio de 1892 - Maracaibo, 28 de junio de 1948) fue un poeta, cuentista, profesor universitario e intelectual venezolano, protagonista de la Reapertura de la Universidad del Zulia.

## Biografía
Nació en Maracaibo en 1892 y murió en esa misma ciudad en 1948, hijo María Luisa Lossada, vivió una infancia muy pobre. Perfiló el campo para el crecimiento como sociedad, redactó la Constitución de 1947 y sentó las bases del Poder Electoral. Fue abogado, docente, escritor, ensayista, dramaturgo, traductor, parlamentario, periodista y profesor universitario.
Connotado educador zuliano, considerado como el padre de la moderna Universidad del Zulia. Fue uno de los fundadores del Centro Científico de Estudiantes, quienes publicaron la revista “Los Principios” que dio nombre a una generación de ilustres zulianos. Publicó su primer poemario Madrépora el cual revolucionó el mundo cultural venezolano por su innovación modernista a lado de versos clásicos, y con pleno dominio del arte del soneto.
Perteneció también al grupo Seremos, fue rector de la Universidad del Zulia, y es quien logra su reapertura, publicó los relatos: La Máquina de la Felicidad, El Reloj de los Girasoles y otros. En 1906 se inscribió en el Colegio Federal de Varones, donde recibió el título de bachiller en 1912. En 1921 se graduó de abogado por la Universidad de los Andes estudiando desde Maracaibo por libre escolaridad porque la Universidad del Zulia había sido clausurada.
En 1911 obtiene su primer premio literario por su ensayo: ¿Es Dios la naturaleza misma o un ser distinto y superior a ella?. Lossada fue juez, catedrático, presidente del Concejo Municipal de Maracaibo, diputado al Congreso en 1937 a 1940; fue Constituyentista en 1946 cuando esa Asamblea era presidida por Andrés Eloy Blanco; presidente en dos oportunidades del Colegio de Abogados del Zulia, y producto de sus luchas, logró la reapertura de la Universidad del Zulia en octubre de 1946, siendo nombrado su rector.
En 1946 fue miembro de la Comisión Redactora del Estatuto Electoral, y al crearse, en ese año, el Consejo Supremo Electoral, fue su primer presidente. Presidió las primeras elecciones presidenciales por voto universal, directo y secreto que se celebraron en el país, que ganó Rómulo Gallegos en 1947.
Dada su versatilidad funda junto con algunos de sus compañeros, las revistas "Principios" y "Psiquis". Tras una larga batalla institucional, en la que el centralismo ejercido desde Caracas era principal barrera, Lossada terminó por auspiciar la reapertura de la Universidad del Zulia. Su visión adelantada preveía convertir a la región en el gran campus universitario por excelencia, donde la ciencia y las artes refundarían el principio académico.
La frase en latín: Post Nubila Phœbus (Detrás de las nubes el sol), fue acuñada por Lossada, quien un año después de la reapertura de la Universidad del Zulia, analizaba: “Nuestra universidad debe ser medularmentre revolucionaria”. En 1947 trabaja en la redacción redacta la Constitución Venezolana. En su honor se nombró el Municipio Jesús Enrique Lossada en el Estado Zulia, ubicado al oeste de Maracaibo, cuya capital es La Concepción.

## Tareas y Trabajos
- Periodista: trabajó en El Fonógrafo, bajo la dirección de Eduardo López Bustamante, de 1915 a 1916.
- Dramaturgo: en 1916 escribió el Drama La ley.
- Poeta: Madréporas (1916); El reloj de los girasoles (1927); Ofrenda lírica en memoria de María Luisa Lossada (1942); Torre de Babel (traducciones de poetas. 1945).
- Cuentista: La máquina de la felicidad (1938).
- Ensayista: Grandes Líricos Zulianos (1939); Compendio de Filosofía (1942).
- Funcionario: por aclamación presidió el ayuntamiento marabino (1936-38); diputado por el Zulia (1937-40); presidente del Consejo Supremo Electoral (1946-47): diputado a la Constituyente (1947); rector de la Universidad del Zulia (1946-48).

Falleció en Maracaibo en 1948, actualmente sus restos descansan en el Cementerio "El Cuadrado" en un bello mausoleo mandado a construir por su amigo al cual el quería como hermano el Dr. Matthyas Lossada, también rector de la Universidad del Zulia.

## Beca Jesús Enrique Lossada JEL
La beca Jesús Enrique Lossada es otorgada por el Gobernador del Zulia, la cual cada año premia ciudadanos venezolanos o residentes en este país, de cualquier edad o especialidad, que "demuestran méritos excepcionales y prometen un continuo trabajo". La beca JEL esta basada en méritos y consiste en un aporte económico que se concede a aquellos estudiantes o investigadores con el fin de llevar a cabo sus estudios o investigaciones. El objetivo de esta principalmente es el de dar la oportunidad a un alumno o grupo de alumnos que no tienen la posibilidad de financiar sus estudios.

## Reconocimientos
- Municipio Jesús Enrique Lossada